# Сидоренко, Дарья Антоновна
Дарья Антоновна Сидоренко (укр. Дарія Антонівна Сидоренко (Одарка); 9 [22] февраля 1913, Немиров, Подольская губерния — 1996, Немиров, Винницкая область) — советская и украинская вышивальщица, Заслуженный мастер народного творчества УССР (1960).

## Биография
В школе не училась. Специального художественного образования не получила. Работала в артели «Художэкспорт» вышивальщицей. Всё время вышивала разными техниками разнообразные изделия. Много её работ демонстрировалось в Винницком областном краеведческом музее, а также в доме народного творчества, неоднократно экспонировались на республиканских и Всесоюзных выставках, на международных выставках разного уровня.

## Творчество
Создавала панно, портреты. Работы Дарьи Сидоренко вручались делегациям из разных уголков СССР и из-за рубежа.

### Избранные работы
- портрет В. Маяковского (1951);
- «Портрет Кобзаря» (вышивка качалковая гладь, 1951);
- «Портрет Сталина» (1952);
- портрет В. И. Ленина (1953);
- панно «Живи, Україно»;
- «Портрет Т. Шевченко художника К. Брюллова» (1954);
- портрет Н. Пирогова (вышивка крестом, 1955);
- панно «Добробут» (вышивка гладью, 1962);
- панно «Орден Победы» (вышивка качалковая гладь, 1975);
- панно «Буревестник» (вышивка гладью, 1968);
- панно «Олимпиада — 80» (вышивка качалковая гладь, 1980);
- панно «Работящим умам» (вышивка качалковая гладь, 1981).

За выдающуюся деятельность в области народного прикладного и декоративного искусства в 1960 году Одарке Сидоренко присвоено звание Заслуженного мастера народного творчества УССР.
Её произведения хранятся в Винницком краеведческом музее и Каневском государственном музее-заповеднике «Могила Т. Г. Шевченко».

## Память
- Первая областная филателистическая выставка «Винфилэксп-2013», посвящённая 100-летию со дня рождения художницы[1][2];
- Конверт «Одарка Сидоренко. 1913—1996», выпущенный Укрпочтой[3].